# Attagenus conradsi
Attagenus conradsi es una especie de coleóptero de la familia Dermestidae.

## Distribución geográfica
Habita en Kenia y Tanzania.